# Tioga megye (New York)
Tioga megye az Amerikai Egyesült Államokban, azon belül New York államban található. Megyeszékhelye Owego. Lakosainak száma 48 455 fő (2020. április 1.). Tioga megye Bradford, Cortland, Broome, Susquehanna, Chemung és Tompkins megyékkel határos.

## Népesség
A megye népességének változása:
| Lakosok száma | 51 041 | 51 012 | 50 413 | 50 243 | 49 453 | 48 455 |
|               | 2010   | 2011   | 2012   | 2013   | 2015   | 2020   |